# Kano Pillars FC
El Kano Pillars FC és un club de futbol nigerià de la ciutat de Kano.
El club va ser fundat l'any 1990, l'any en què començà la lliga professional a Nigèria. Fou el resultat de la fusió de tres clubs amateurs de l'estat, WRECA FC, Kano Golden Stars i Bank of the North FC.

## Palmarès
- Lliga nigeriana de futbol:[3]
  - 2007–08, 2011–12, 2013, 2014
- Copa nigeriana de futbol:[4]
  - 2019
- Supercopa nigeriana de futbol:
  - 2007–08

## Jugadors destacats
- Sani Kaita
- Kofarmata Bello
- Umar Zongo
- Rabiu Baita
- Ndubuisi Chukwunyere
- Abiodun Baruwa
- Abdulrazak Ekpoki
- Obinna Ajoku
- Akin Akinseinde
- Obi Moneke
- Francis Okammor
- Suraju Lukman
- Benedict Atule
- Abbas Auwalu (Solar)